# Compromiso de los Tres Quintos
El Compromiso de los Tres Quintos (Three-Fifths Compromise en inglés) fue un compromiso logrado entre delegados de estados del sur y aquellos de los estados del norte durante la Convención Constitucional estadounidense de 1787. El debate se centraba en si los esclavos serían contados a la hora de determinar la población total de un estado con vistas a su representación legislativa y para determinar los impuestos. El asunto era importante, ya que dicha cifra de población determinaría el número de congresistas que el estado tendría en la Cámara de Representantes de Estados Unidos durante los diez años siguientes. El efecto dio a los estados del sur un tercio más de asientos en Congreso y un tercio de votos electorales más que si los esclavos hubieran sido descontados, pero menos que si los esclavos y las personas libres hubieran sido contados igualmente; permitiendo así que los intereses de los propietarios de esclavos dominaran, en gran parte, el gobierno de los Estados Unidos hasta 1861. El compromiso fue propuesto por los delegados James Wilson y Roger Sherman.

## Puesta en práctica
La Convención aceptó unánimemente el principio de que la representación en la Cámara de Representantes sería en proporción a las poblaciones estatales relativas. Aun así, como los esclavos no podrían votar, los dirigentes blancos en estados esclavistas tendrían el beneficio de representación aumentada en la cámara baja y en el colegio electoral. Los delegados opuestos a la esclavitud propusieron que solo los habitantes libres de cada estado podrían ser contados para propósitos de censo, mientras delegados que apoyaban la esclavitud, por otro lado, se opusieron a la propuesta, deseando contar a los esclavos en sus números reales. El compromiso que finalmente se decidió —contar "toda otra gente" como únicamente tres-quintos de sus números reales— redujo la cantidad de representantes de los estados esclavistas menos de lo que se había propuesto originalmente, pero aun así era mejor de lo que pedía el norte originalmente. Un aliciente para los estados esclavo-tenientes para aceptar el compromiso era su lazo a impuestos en la misma proporción, de modo que la carga de los impuestos en los estados de esclavo también fue reducida.
El compromiso de los tres quintos se encuentra en el Artículo 1, Sección 2, Párrafo 3 de la Constitución de los Estados Unidos.
La proporción de tres-quintos se originó con una enmienda propuesta en 1783 a los Artículos de Confederación. La enmienda cambiaria la base que determinaba la riqueza de cada estado, y por ello sus obligaciones de impuesto, de propiedades a población, como medida de su capacidad de producir riqueza. La propuesta por un comité del Congreso había sugerido que los impuestos "serán suministrados por las varias colonias en proporción al número de habitantes de cada edad, sexo, y calidad, excepto indios no pagando impuestos".
El sur inmediatamente objetó a esta fórmula porque incluía esclavos, quienes eran vistos principalmente como propiedad a la hora de calcular la cantidad de impuestos que habría que pagar. Thomas Jefferson escribió en sus notas en los debates que los estados del sur serían gravados «según sus números y su riqueza en conjunto, mientras el norte sería gravado en números solamente».
Después de que las propuestas de media persona por Benjamin Harrison de Virginia y tres-cuartos por varios representantes de Nueva Inglaterra no consiguieran obtener suficiente apoyo, el congreso finalmente concluyó en la proporción de tres-quintos propuesta por James Madison. Pero esta enmienda finalmente fracasó al faltar la aprobación de dos estados y no figurar en el acuerdo unánime requerido para enmendar los Artículos de Confederación (Nueva York y Nuevo Hampshire eran los únicos opuestos).
Una cuestión que fue muy discutida en la Convención Constitucional era si los esclavos serían contados como parte de la población a la hora de determinar representación de los estados en el Congreso o si serían propiedad y, como tal, no serían contados para propósitos de representación. Delegados de los estados con una gran población de esclavos argumentaron que los esclavos tendrían que ser considerados personas a la hora de determinar la representación, pero propiedad si el gobierno recaudaba nuevos impuestos en los estados basándose en la población. Delegados de los estados donde la esclavitud había llegado a ser rara argumentaron que los esclavos tendrían que ser incluidos a la hora de pagar impuestos, pero no para  determinar la representación.
La proporción ya propuesta llegó a ser una solución preparada para la parálisis que surgió durante la Convención Constitucional. En aquella situación, la alineación de las fuerzas de contender era el revés de lo que había sido bajo los Artículos de Confederación. Al enmendar los Artículos, el Norte quiso contar más los esclavos del sur porque el objetivo era determinar los impuestos que pagarían los estados al gobierno federal. En la Convención Constitucional, el asunto más importante era representación en Congreso, así que el Sur quería que los esclavos contaran más de lo que quería el norte.

## Impacto antes de la Guerra Civil
El compromiso de los tres quintos otorgó una representación desproporcionada de los estados esclavistas frente a  los estados libres en la Cámara de Representantes hasta la guerra civil americana. En 1793, por ejemplo, estados esclavistas del sur tuvieron 47 de los 105 miembros, pero hubieran tenido 33 si los escaños se hubieran asignado en función de la población libre. En 1812, los estados esclavistas tuvieron 76 escaños de 143 en lugar de los 59 que les hubieran correspondido; en 1833, 98 asientos de 240 en lugar de 73. Como resultado, los estados del sur tuvieron una influencia mayor en la elección de la presidencia, la presidencia de la Cámara de Representantes y el Tribunal Supremo hasta la Guerra Civil. Además, la exigencia de los estados del Sur de tener el mismo número de Estados libres y estados esclavistas, que se mantuvo hasta 1850, protegió al bloque del Sur en el Senado y en los votos del Colegio Electoral.
El historiador Garry Wills ha estimado que sin el voto electoral de los estados esclavistas adicionales Jefferson habría perdido la elección presidencial de 1800. También, "la esclavitud habría sido excluida de Misuri ... La política de extracción india de Jackson habría fallado ... El "Wilmot Proviso" habría prohibido la esclavitud en territorios obtenidos de México ... El proyecto de ley "Kansas-Nebraska" habría fallado." Otros historiadores, aun así, ha criticado el análisis de Wills como simplista. Mientras el Compromiso de los Tres Quintos podría ser visto favorecedor a los estados del sur debido a su gran población de esclavos, por ejemplo, el Compromiso de Connecticut tendió favorecer los estados del norte (los cuales era generalmente más pequeños). El apoyo para la Constitución nueva restaba en el equilibrio de estos intereses regionales.

## Revocación y subversión después de la Reconstrucción
Después de la Guerra Civil y la abolición de la esclavitud por la Decimotercera Enmienda (1865), la cláusula de tres-quintos fue anulada, ya que toda persona era ahora libre. Sección 2 de la Decimocuarta Enmienda (1868) llegó a anular el Artículo 1, Sección 2, Cláusula 3. Declara que "los representantes serán nombrados ... Contando el número entero de personas en cada estado, excluyendo los indios no gravados."
Aun así, después de que la era de Reconstrucción llegó a su fin en 1877, los estados esclavo-tenientes transgredieron el objetivo de estos cambios al utilizar varias estrategias para quitarle el voto a sus ciudadanos negros, mientras obtenían el beneficio de que su número de representantes se calculara en base al total de sus poblaciones. Estas medidas efectivamente dieron a los blancos del Sur un poder más grande del que habían tenido antes de la guerra, inflando el número de demócratas sureños en la Cámara de Representantes así como el número de votos que podían ejercer en el colegio Electoral en la elección del presidente.
Las leyes que les quitaban el voto a los ciudadanos negros finalmente atrajeron la atención de Congreso, y en 1900 algunos miembros propusieron quitar representantes al sur proporcionalmente al número de personas que tenían prohibido votar. En fin, el congreso no actuó para cambiar la proporción, en gran parte debido al poder del bloque del sur. El bloque del sur se comprendía de los demócratas del sur elegidos a oficina por votantes blancos, el cual comprendió un potente grupo de votantes en Congreso hasta la década de los 1960s. Sus representantes, reelegidos repetidamente por estados de solamente un partido, controlaban numerosas presidencias en comités importantes de ambas casas a base de antigüedad, dándoles control sobre reglas, presupuestos y proyectos de patronaje importante, entre otros asuntos. Su poder les permitió derrotar legislación federal contra abusos y violencia raciales en el sur.
La migración de escala grande de americanos africanos a los estados del norte y occidentales que empezó en la década de 1910 fue en gran parte por razones económicas, pero al mismo tiempo devolvía el voto a ciudadanos negros, y resultaba en la reproporción fuera de los estados del sur y añadía cada vez más representantes que pedían reformas y derechos civiles para la gente negra. Para la década de 1960 el Movimiento de Derechos Civil americano exitosamente desafió al sur y sus leyes de prohibición al voto de ciudadanos negros, además otros abusos.